# Artur Jorge (football, 1946)
Pour les articles homonymes, voir Jorge.
Ne pas confondre avec Artur Jorge (football, 1972)
Artur Jorge Braga de Melo Teixeira, plus couramment appelé Artur Jorge, né le 13 février 1946 à Porto et mort le 22 février 2024 à Lisbonne, est un footballeur portugais, qui joue au poste d'attaquant, avant de devenir entraîneur.

## Biographie

### Carrière de joueur

#### Carrière en club
Formé au FC Porto, il joue principalement en faveur de l'Académica de Coimbra, du Benfica Lisbonne, et du CF Belenenses.
Il dispute un total de 242 matchs en première division portugaise, inscrivant le nombre impressionnant de 262 buts. Il dépasse à quatre reprises le cap des 20 buts en championnat, inscrivant 25 buts en 1966-1967, 28 buts en 1967-1968, 24 buts en 1970-1971, et enfin 28 buts lors de la saison 1971-1972.
Au sein des compétitions européennes, il joue 13 matchs en Ligue des champions de l'UEFA (quatre buts), deux en Coupe des villes de foires, et enfin quatre en Coupe des coupes (un but). Il est demi-finaliste de la Coupe d'Europe des clubs champions en 1972 avec le Benfica.

#### Carrière en équipe nationale
Artur Jorge reçoit 16 sélections en équipe du Portugal entre 1967 et 1977, inscrivant un but.
Il joue son premier match en équipe nationale le 27 mars 1967, en amical contre l'Italie (score : 1-1 à Rome).
Il dispute cinq matchs rentrant dans le cadre des éliminatoires de l'Euro 1972, et trois matchs lors des éliminatoires du mondial 1974. Il inscrit son seul et unique but le 29 mars 1972, contre Chypre (victoire 4-0 à Lisbonne).
Il reçoit sa dernière sélection le 30 mars 1977, en amical contre la Suisse (victoire 1-0 à Funchal).

### Carrière d'entraîneur
Il met un terme à sa carrière de joueur en 1977 et devient ensuite entraîneur. Il part pour Leipzig, en RDA, pour étudier le football et les méthodes d'entraînement.
Il signe en 1984 au FC Porto. Il remporte deux championnats de suite et remporte la coupe d'Europe des clubs champions 1987 avec le FC Porto. Il bat le Bayern Munich 2-1 avec notamment le but en talonnade de Rabah Madjer. À la suite de cette performance, il est surnommé au Portugal « Rei Artur » (« Roi Arthur »).
En fin de saison, il s'engage avec le RC Paris. Il y reste deux saisons avant de revenir au FC Porto. Dès son retour, il est vice-champion ; lors de la saison suivante, il réussit à redevenir champion du Portugal. Parallèlement, il prend en main la sélection du Portugal.
En 1991, il quitte Porto et la sélection portugaise et rejoint le Paris Saint-Germain où il remporte le championnat de France 1994. Après cette performance, il retourne au Portugal et devient l'entraîneur du Benfica où il termine troisième. Il est remplacé en début de saison suivante par Mário Wilson. Il devient alors le sélectionneur de l'équipe de Suisse que Roy Hogdson avait qualifiée pour l'Euro 1996. Il crée une polémique avant l'Euro 96 en ne retenant ni Adrian Knup ni Alain Sutter, pourtant deux grandes figures du football helvétique. Malheureusement, la sélection tombe dans un groupe difficile (Angleterre, Pays-Bas et Écosse) et est éliminée au premier tour. Son contrat est résilié et il redevient sélectionneur du Portugal après un premier passage de 1990 à 1991. Les attentes sont grandes et les résultats médiocres : en effet, une défaite contre l'Ukraine (1-2) et l'accumulation de matchs nuls (Arménie et l'Irlande du Nord notamment) ne permettent pas la qualification de l'équipe lusitanienne pour la coupe du monde 1998.
Il part ensuite en 1997, en Espagne au CD Tenerife puis aux Pays-Bas à Vitesse Arnhem pour quelques mois en 1998 et reprendra les rênes du PSG en octobre 1998 jusqu'à mars 1999.
Il entraîne le club saoudien d'Al-Nasr en 1999-2000, avant de rejoindre Al Hilal la saison suivante, où il devient Champion d'Arabie saoudite. Il passe ensuite deux saisons à l'Académica de Coimbra et termine lors de ces deux saisons en bas de tableau du championnat.
En 2003, il est recruté par le CSKA Moscou où il remporte la Supercoupe de Russie et est vice-champion de Russie. À la suite de cette expérience, il part entraîner le Cameroun pour les qualifications pour la Coupe du monde et la Coupe d'Afrique des nations 2006. La sélection se qualifie pour la CAN 2006 mais pas pour le Mondial 2006. L'entraîneur part en mars 2006, dans un contexte flou, entre mauvaises relations avec les instances camerounaises et non-paiement de salaires.
En octobre 2006, il prend les rênes de l'US Créteil, club de Ligue 2, mais ne peut pas éviter la relégation. Il quitte l'USC à l'issue de cette saison.
Alors que tout semble réglé pour sa nomination à la tête de l'équipe d'Iran en décembre 2007, tout est remis en cause par la nomination du nouveau président de la fédération iranienne, Ali Kafashion. Sa décision tombe le 24 janvier 2008 et c'est Ali Daei qui est finalement nommé sélectionneur de l'Iran.
Son dernier club entraîné est le MC Alger à partir de décembre 2014, où il est renvoyé en octobre 2015, après une défaite à domicile face au nouveau promu, le DRB Tadjenanet (3-2), et ce malgré la quatrième place du club en championnat au moment du départ du technicien portugais.

## Distinctions
- Grand officier de l'ordre du Mérite du Portugal

## Palmarès

### Comme joueur

#### En club
- Champion du Portugal en 1969, en 1971, en 1972 et en 1973 avec le Benfica Lisbonne
- Vainqueur de la Coupe du Portugal en 1969, en 1970 et en 1972 avec le Benfica Lisbonne
- Vice-champion du Portugal en 1970 avec le Benfica Lisbonne
- Finaliste de la Coupe du Portugal en 1971 avec le Benfica Lisbonne

#### Distinctions individuelles
- Meilleur buteur du Championnat du Portugal en 1971 (24 buts) et en 1972 (27 buts) avec le Benfica Lisbonne

### Comme entraîneur

#### En club
- Vainqueur de la Coupe d'Europe des Clubs Champions en 1987 avec le FC Porto
- Champion du Portugal en 1985, en 1986 et en 1990 avec le FC Porto
- Champion de France en 1994 avec le Paris SG.
- Champion d'Arabie Saoudite en 2002 avec Al Hilal Riyad
- Vainqueur de la Coupe de France en 1993 avec le Paris SG
- Vainqueur de la Coupe du Portugal en 1991 avec le FC Porto
- Vainqueur de la Supercoupe de Russie en 2004 avec le CSKA Moscou
- Vice-champion du Portugal en 1984, en 1987, en 1989 et en 1991 avec le FC Porto
- Vice-champion de France en 1993 avec le Paris SG
- Vice-champion de Russie en 2004 avec le CSKA Moscou
- Finaliste de la Coupe du Portugal en 1985 avec le FC Porto